# FK Gusinje
Fudbalski Klub Gusinje (Фудбалски Клуб Гусиње) – czarnogórski klub piłkarski z siedzibą w Gusinje. Został utworzony w 1934 roku. Obecnie występuje w Trećej lidze Czarnogóry.

## Stadion
Klub rozgrywa swoje mecze domowe na stadionie Gradski Stadion w Gusinje, który może pomieścić 2.000 widzów.

## Sezony
| Sezon                          | Liga                                         | Poziom | Miejsce |
| Federalna Republika Jugosławii |                                              |        |         |
| 1999/00                        | Crnogorska liga                              | III    | 6       |
| 2000/01                        | Crnogorska liga                              | III    | ?       |
| 2001/02                        | Crnogorska liga                              | III    | 6       |
| 2002/03                        | Crnogorska liga                              | III    | 5       |
| Serbia i Czarnogóra            |                                              |        |         |
| 2003/04                        | Crnogorska liga                              | III    | 5       |
| 2004/05                        | Druga crnogorska liga                        | III    | 2       |
| 2005/06                        | Druga crnogorska liga                        | III    | 7 *     |
| Czarnogóra                     |                                              |        |         |
| 2006/07                        | Druga liga                                   | II     | 6       |
| 2007/08                        | Druga liga                                   | II     | 11      |
| 2008/09                        | Treća liga – Severna regija (grupa północna) | III    | 1       |
| 2009/10                        | Druga liga                                   | II     | 12      |
| 2010/11                        | Treća liga – Severna regija (grupa północna) | III    | 3       |
| 2011/12                        | Treća liga – Severna regija (grupa północna) | III    | 4       |
| 2012/13                        | Treća liga – Severna regija (grupa północna) | III    | 4       |
| 2013/14                        | Treća liga – Severna regija (grupa północna) | III    | 9       |
| 2014/15                        | Treća liga – Severna regija (grupa północna) | III    | 7       |
| 2015/16                        | Treća liga – Severna regija (grupa północna) | III    | 4       |
| 2016/17                        | Treća liga – Severna regija (grupa północna) | III    | 5       |
| 2017/18                        | Treća liga – Severna regija (grupa północna) | III    | 7       |
| 2018/19                        | Treća liga – Severna regija (grupa północna) | III    | 8       |
| 2019/20                        | Treća liga – Severna regija (grupa północna) | III    | 8       |
| 2020/21                        | Treća liga – Severna regija (grupa północna) | III    | ?       |

 * W wyniku przeprowadzonego 21 maja 2006 referendum niepodległościowego zadeklarowano zerwanie dotychczas istniejącej federacji Czarnogóry z Serbią (Serbia i Czarnogóra). W związku z tym po sezonie 2005/06 wszystkie czarnogórskie zespoły wystąpiły z lig Serbii i Czarnogóry, a od nowego sezonu 2006/07 FK Gusinje przystąpił do rozgrywek Drugiej crnogorskiej ligi.

## Sukcesy
- 2006 awans do Drugiej crnogorskiej ligi.
- mistrzostwo Trećej crnogorskiej ligi (1): 2009 (awans do Drugiej crnogorskiej ligi, po wygranych barażach).
- wicemistrzostwo Drugiej crnogorskiej ligi (III liga) (1): 2005 (brak awansu do Prvej crnogorskiej ligi (II liga), po przegranych barażach).